# Red Ghost: The Nazi Hunter
Red Ghost: The Nazi Hunter (Krasnyj prizrak) è un film del 2021 diretto da Andrej Bogatyrёv.

## Trama
Verso la fine del 1941, un distaccamento di soldati sovietici, tra cui un pericoloso mezzo uomo e mezzo fantasma, si impegna in battaglia contro un enorme esercito di nazisti.

## Distribuzione
In Italia, è stato distribuito direct to video da Eagle Pictures tramite l'etichetta Bluewsan.